# Interferència (escacs)
La interferència en els escacs es dona quan la línia entre una peça atacada i la seva defensa és tapada per un sacrifici interposant una peça. És un tema tàctic que es planteja poques vegades, i per això sovint passa desapercebut. Les oportunitats per interferir són rares perquè l'objecte de la defensa ha de ser més valuós que la peça sacrificada, i la interposició ha de ser al mateix temps una amenaça.
|  |

## Exemples
|   | a | b | c | d | e | f | g | h |   |
| 8 | c8 negres rei · d8 negres torre · f8 negres alfil · a7 negres peó · b7 negres peó · c7 negres peó · h7 negres peó · g6 negres peó · e5 blanques peó · f5 blanques cavall · h3 blanques peó · a2 blanques peó · d2 negres dama · e2 blanques dama · f2 blanques peó · g2 blanques peó · e1 blanques torre · g1 blanques rei | c8 negres rei · d8 negres torre · f8 negres alfil · a7 negres peó · b7 negres peó · c7 negres peó · h7 negres peó · g6 negres peó · e5 blanques peó · f5 blanques cavall · h3 blanques peó · a2 blanques peó · d2 negres dama · e2 blanques dama · f2 blanques peó · g2 blanques peó · e1 blanques torre · g1 blanques rei | c8 negres rei · d8 negres torre · f8 negres alfil · a7 negres peó · b7 negres peó · c7 negres peó · h7 negres peó · g6 negres peó · e5 blanques peó · f5 blanques cavall · h3 blanques peó · a2 blanques peó · d2 negres dama · e2 blanques dama · f2 blanques peó · g2 blanques peó · e1 blanques torre · g1 blanques rei | c8 negres rei · d8 negres torre · f8 negres alfil · a7 negres peó · b7 negres peó · c7 negres peó · h7 negres peó · g6 negres peó · e5 blanques peó · f5 blanques cavall · h3 blanques peó · a2 blanques peó · d2 negres dama · e2 blanques dama · f2 blanques peó · g2 blanques peó · e1 blanques torre · g1 blanques rei | c8 negres rei · d8 negres torre · f8 negres alfil · a7 negres peó · b7 negres peó · c7 negres peó · h7 negres peó · g6 negres peó · e5 blanques peó · f5 blanques cavall · h3 blanques peó · a2 blanques peó · d2 negres dama · e2 blanques dama · f2 blanques peó · g2 blanques peó · e1 blanques torre · g1 blanques rei | c8 negres rei · d8 negres torre · f8 negres alfil · a7 negres peó · b7 negres peó · c7 negres peó · h7 negres peó · g6 negres peó · e5 blanques peó · f5 blanques cavall · h3 blanques peó · a2 blanques peó · d2 negres dama · e2 blanques dama · f2 blanques peó · g2 blanques peó · e1 blanques torre · g1 blanques rei | c8 negres rei · d8 negres torre · f8 negres alfil · a7 negres peó · b7 negres peó · c7 negres peó · h7 negres peó · g6 negres peó · e5 blanques peó · f5 blanques cavall · h3 blanques peó · a2 blanques peó · d2 negres dama · e2 blanques dama · f2 blanques peó · g2 blanques peó · e1 blanques torre · g1 blanques rei | c8 negres rei · d8 negres torre · f8 negres alfil · a7 negres peó · b7 negres peó · c7 negres peó · h7 negres peó · g6 negres peó · e5 blanques peó · f5 blanques cavall · h3 blanques peó · a2 blanques peó · d2 negres dama · e2 blanques dama · f2 blanques peó · g2 blanques peó · e1 blanques torre · g1 blanques rei | 8 |
| 7 | c8 negres rei · d8 negres torre · f8 negres alfil · a7 negres peó · b7 negres peó · c7 negres peó · h7 negres peó · g6 negres peó · e5 blanques peó · f5 blanques cavall · h3 blanques peó · a2 blanques peó · d2 negres dama · e2 blanques dama · f2 blanques peó · g2 blanques peó · e1 blanques torre · g1 blanques rei | c8 negres rei · d8 negres torre · f8 negres alfil · a7 negres peó · b7 negres peó · c7 negres peó · h7 negres peó · g6 negres peó · e5 blanques peó · f5 blanques cavall · h3 blanques peó · a2 blanques peó · d2 negres dama · e2 blanques dama · f2 blanques peó · g2 blanques peó · e1 blanques torre · g1 blanques rei | c8 negres rei · d8 negres torre · f8 negres alfil · a7 negres peó · b7 negres peó · c7 negres peó · h7 negres peó · g6 negres peó · e5 blanques peó · f5 blanques cavall · h3 blanques peó · a2 blanques peó · d2 negres dama · e2 blanques dama · f2 blanques peó · g2 blanques peó · e1 blanques torre · g1 blanques rei | c8 negres rei · d8 negres torre · f8 negres alfil · a7 negres peó · b7 negres peó · c7 negres peó · h7 negres peó · g6 negres peó · e5 blanques peó · f5 blanques cavall · h3 blanques peó · a2 blanques peó · d2 negres dama · e2 blanques dama · f2 blanques peó · g2 blanques peó · e1 blanques torre · g1 blanques rei | c8 negres rei · d8 negres torre · f8 negres alfil · a7 negres peó · b7 negres peó · c7 negres peó · h7 negres peó · g6 negres peó · e5 blanques peó · f5 blanques cavall · h3 blanques peó · a2 blanques peó · d2 negres dama · e2 blanques dama · f2 blanques peó · g2 blanques peó · e1 blanques torre · g1 blanques rei | c8 negres rei · d8 negres torre · f8 negres alfil · a7 negres peó · b7 negres peó · c7 negres peó · h7 negres peó · g6 negres peó · e5 blanques peó · f5 blanques cavall · h3 blanques peó · a2 blanques peó · d2 negres dama · e2 blanques dama · f2 blanques peó · g2 blanques peó · e1 blanques torre · g1 blanques rei | c8 negres rei · d8 negres torre · f8 negres alfil · a7 negres peó · b7 negres peó · c7 negres peó · h7 negres peó · g6 negres peó · e5 blanques peó · f5 blanques cavall · h3 blanques peó · a2 blanques peó · d2 negres dama · e2 blanques dama · f2 blanques peó · g2 blanques peó · e1 blanques torre · g1 blanques rei | c8 negres rei · d8 negres torre · f8 negres alfil · a7 negres peó · b7 negres peó · c7 negres peó · h7 negres peó · g6 negres peó · e5 blanques peó · f5 blanques cavall · h3 blanques peó · a2 blanques peó · d2 negres dama · e2 blanques dama · f2 blanques peó · g2 blanques peó · e1 blanques torre · g1 blanques rei | 7 |
| 6 | c8 negres rei · d8 negres torre · f8 negres alfil · a7 negres peó · b7 negres peó · c7 negres peó · h7 negres peó · g6 negres peó · e5 blanques peó · f5 blanques cavall · h3 blanques peó · a2 blanques peó · d2 negres dama · e2 blanques dama · f2 blanques peó · g2 blanques peó · e1 blanques torre · g1 blanques rei | c8 negres rei · d8 negres torre · f8 negres alfil · a7 negres peó · b7 negres peó · c7 negres peó · h7 negres peó · g6 negres peó · e5 blanques peó · f5 blanques cavall · h3 blanques peó · a2 blanques peó · d2 negres dama · e2 blanques dama · f2 blanques peó · g2 blanques peó · e1 blanques torre · g1 blanques rei | c8 negres rei · d8 negres torre · f8 negres alfil · a7 negres peó · b7 negres peó · c7 negres peó · h7 negres peó · g6 negres peó · e5 blanques peó · f5 blanques cavall · h3 blanques peó · a2 blanques peó · d2 negres dama · e2 blanques dama · f2 blanques peó · g2 blanques peó · e1 blanques torre · g1 blanques rei | c8 negres rei · d8 negres torre · f8 negres alfil · a7 negres peó · b7 negres peó · c7 negres peó · h7 negres peó · g6 negres peó · e5 blanques peó · f5 blanques cavall · h3 blanques peó · a2 blanques peó · d2 negres dama · e2 blanques dama · f2 blanques peó · g2 blanques peó · e1 blanques torre · g1 blanques rei | c8 negres rei · d8 negres torre · f8 negres alfil · a7 negres peó · b7 negres peó · c7 negres peó · h7 negres peó · g6 negres peó · e5 blanques peó · f5 blanques cavall · h3 blanques peó · a2 blanques peó · d2 negres dama · e2 blanques dama · f2 blanques peó · g2 blanques peó · e1 blanques torre · g1 blanques rei | c8 negres rei · d8 negres torre · f8 negres alfil · a7 negres peó · b7 negres peó · c7 negres peó · h7 negres peó · g6 negres peó · e5 blanques peó · f5 blanques cavall · h3 blanques peó · a2 blanques peó · d2 negres dama · e2 blanques dama · f2 blanques peó · g2 blanques peó · e1 blanques torre · g1 blanques rei | c8 negres rei · d8 negres torre · f8 negres alfil · a7 negres peó · b7 negres peó · c7 negres peó · h7 negres peó · g6 negres peó · e5 blanques peó · f5 blanques cavall · h3 blanques peó · a2 blanques peó · d2 negres dama · e2 blanques dama · f2 blanques peó · g2 blanques peó · e1 blanques torre · g1 blanques rei | c8 negres rei · d8 negres torre · f8 negres alfil · a7 negres peó · b7 negres peó · c7 negres peó · h7 negres peó · g6 negres peó · e5 blanques peó · f5 blanques cavall · h3 blanques peó · a2 blanques peó · d2 negres dama · e2 blanques dama · f2 blanques peó · g2 blanques peó · e1 blanques torre · g1 blanques rei | 6 |
| 5 | c8 negres rei · d8 negres torre · f8 negres alfil · a7 negres peó · b7 negres peó · c7 negres peó · h7 negres peó · g6 negres peó · e5 blanques peó · f5 blanques cavall · h3 blanques peó · a2 blanques peó · d2 negres dama · e2 blanques dama · f2 blanques peó · g2 blanques peó · e1 blanques torre · g1 blanques rei | c8 negres rei · d8 negres torre · f8 negres alfil · a7 negres peó · b7 negres peó · c7 negres peó · h7 negres peó · g6 negres peó · e5 blanques peó · f5 blanques cavall · h3 blanques peó · a2 blanques peó · d2 negres dama · e2 blanques dama · f2 blanques peó · g2 blanques peó · e1 blanques torre · g1 blanques rei | c8 negres rei · d8 negres torre · f8 negres alfil · a7 negres peó · b7 negres peó · c7 negres peó · h7 negres peó · g6 negres peó · e5 blanques peó · f5 blanques cavall · h3 blanques peó · a2 blanques peó · d2 negres dama · e2 blanques dama · f2 blanques peó · g2 blanques peó · e1 blanques torre · g1 blanques rei | c8 negres rei · d8 negres torre · f8 negres alfil · a7 negres peó · b7 negres peó · c7 negres peó · h7 negres peó · g6 negres peó · e5 blanques peó · f5 blanques cavall · h3 blanques peó · a2 blanques peó · d2 negres dama · e2 blanques dama · f2 blanques peó · g2 blanques peó · e1 blanques torre · g1 blanques rei | c8 negres rei · d8 negres torre · f8 negres alfil · a7 negres peó · b7 negres peó · c7 negres peó · h7 negres peó · g6 negres peó · e5 blanques peó · f5 blanques cavall · h3 blanques peó · a2 blanques peó · d2 negres dama · e2 blanques dama · f2 blanques peó · g2 blanques peó · e1 blanques torre · g1 blanques rei | c8 negres rei · d8 negres torre · f8 negres alfil · a7 negres peó · b7 negres peó · c7 negres peó · h7 negres peó · g6 negres peó · e5 blanques peó · f5 blanques cavall · h3 blanques peó · a2 blanques peó · d2 negres dama · e2 blanques dama · f2 blanques peó · g2 blanques peó · e1 blanques torre · g1 blanques rei | c8 negres rei · d8 negres torre · f8 negres alfil · a7 negres peó · b7 negres peó · c7 negres peó · h7 negres peó · g6 negres peó · e5 blanques peó · f5 blanques cavall · h3 blanques peó · a2 blanques peó · d2 negres dama · e2 blanques dama · f2 blanques peó · g2 blanques peó · e1 blanques torre · g1 blanques rei | c8 negres rei · d8 negres torre · f8 negres alfil · a7 negres peó · b7 negres peó · c7 negres peó · h7 negres peó · g6 negres peó · e5 blanques peó · f5 blanques cavall · h3 blanques peó · a2 blanques peó · d2 negres dama · e2 blanques dama · f2 blanques peó · g2 blanques peó · e1 blanques torre · g1 blanques rei | 5 |
| 4 | c8 negres rei · d8 negres torre · f8 negres alfil · a7 negres peó · b7 negres peó · c7 negres peó · h7 negres peó · g6 negres peó · e5 blanques peó · f5 blanques cavall · h3 blanques peó · a2 blanques peó · d2 negres dama · e2 blanques dama · f2 blanques peó · g2 blanques peó · e1 blanques torre · g1 blanques rei | c8 negres rei · d8 negres torre · f8 negres alfil · a7 negres peó · b7 negres peó · c7 negres peó · h7 negres peó · g6 negres peó · e5 blanques peó · f5 blanques cavall · h3 blanques peó · a2 blanques peó · d2 negres dama · e2 blanques dama · f2 blanques peó · g2 blanques peó · e1 blanques torre · g1 blanques rei | c8 negres rei · d8 negres torre · f8 negres alfil · a7 negres peó · b7 negres peó · c7 negres peó · h7 negres peó · g6 negres peó · e5 blanques peó · f5 blanques cavall · h3 blanques peó · a2 blanques peó · d2 negres dama · e2 blanques dama · f2 blanques peó · g2 blanques peó · e1 blanques torre · g1 blanques rei | c8 negres rei · d8 negres torre · f8 negres alfil · a7 negres peó · b7 negres peó · c7 negres peó · h7 negres peó · g6 negres peó · e5 blanques peó · f5 blanques cavall · h3 blanques peó · a2 blanques peó · d2 negres dama · e2 blanques dama · f2 blanques peó · g2 blanques peó · e1 blanques torre · g1 blanques rei | c8 negres rei · d8 negres torre · f8 negres alfil · a7 negres peó · b7 negres peó · c7 negres peó · h7 negres peó · g6 negres peó · e5 blanques peó · f5 blanques cavall · h3 blanques peó · a2 blanques peó · d2 negres dama · e2 blanques dama · f2 blanques peó · g2 blanques peó · e1 blanques torre · g1 blanques rei | c8 negres rei · d8 negres torre · f8 negres alfil · a7 negres peó · b7 negres peó · c7 negres peó · h7 negres peó · g6 negres peó · e5 blanques peó · f5 blanques cavall · h3 blanques peó · a2 blanques peó · d2 negres dama · e2 blanques dama · f2 blanques peó · g2 blanques peó · e1 blanques torre · g1 blanques rei | c8 negres rei · d8 negres torre · f8 negres alfil · a7 negres peó · b7 negres peó · c7 negres peó · h7 negres peó · g6 negres peó · e5 blanques peó · f5 blanques cavall · h3 blanques peó · a2 blanques peó · d2 negres dama · e2 blanques dama · f2 blanques peó · g2 blanques peó · e1 blanques torre · g1 blanques rei | c8 negres rei · d8 negres torre · f8 negres alfil · a7 negres peó · b7 negres peó · c7 negres peó · h7 negres peó · g6 negres peó · e5 blanques peó · f5 blanques cavall · h3 blanques peó · a2 blanques peó · d2 negres dama · e2 blanques dama · f2 blanques peó · g2 blanques peó · e1 blanques torre · g1 blanques rei | 4 |
| 3 | c8 negres rei · d8 negres torre · f8 negres alfil · a7 negres peó · b7 negres peó · c7 negres peó · h7 negres peó · g6 negres peó · e5 blanques peó · f5 blanques cavall · h3 blanques peó · a2 blanques peó · d2 negres dama · e2 blanques dama · f2 blanques peó · g2 blanques peó · e1 blanques torre · g1 blanques rei | c8 negres rei · d8 negres torre · f8 negres alfil · a7 negres peó · b7 negres peó · c7 negres peó · h7 negres peó · g6 negres peó · e5 blanques peó · f5 blanques cavall · h3 blanques peó · a2 blanques peó · d2 negres dama · e2 blanques dama · f2 blanques peó · g2 blanques peó · e1 blanques torre · g1 blanques rei | c8 negres rei · d8 negres torre · f8 negres alfil · a7 negres peó · b7 negres peó · c7 negres peó · h7 negres peó · g6 negres peó · e5 blanques peó · f5 blanques cavall · h3 blanques peó · a2 blanques peó · d2 negres dama · e2 blanques dama · f2 blanques peó · g2 blanques peó · e1 blanques torre · g1 blanques rei | c8 negres rei · d8 negres torre · f8 negres alfil · a7 negres peó · b7 negres peó · c7 negres peó · h7 negres peó · g6 negres peó · e5 blanques peó · f5 blanques cavall · h3 blanques peó · a2 blanques peó · d2 negres dama · e2 blanques dama · f2 blanques peó · g2 blanques peó · e1 blanques torre · g1 blanques rei | c8 negres rei · d8 negres torre · f8 negres alfil · a7 negres peó · b7 negres peó · c7 negres peó · h7 negres peó · g6 negres peó · e5 blanques peó · f5 blanques cavall · h3 blanques peó · a2 blanques peó · d2 negres dama · e2 blanques dama · f2 blanques peó · g2 blanques peó · e1 blanques torre · g1 blanques rei | c8 negres rei · d8 negres torre · f8 negres alfil · a7 negres peó · b7 negres peó · c7 negres peó · h7 negres peó · g6 negres peó · e5 blanques peó · f5 blanques cavall · h3 blanques peó · a2 blanques peó · d2 negres dama · e2 blanques dama · f2 blanques peó · g2 blanques peó · e1 blanques torre · g1 blanques rei | c8 negres rei · d8 negres torre · f8 negres alfil · a7 negres peó · b7 negres peó · c7 negres peó · h7 negres peó · g6 negres peó · e5 blanques peó · f5 blanques cavall · h3 blanques peó · a2 blanques peó · d2 negres dama · e2 blanques dama · f2 blanques peó · g2 blanques peó · e1 blanques torre · g1 blanques rei | c8 negres rei · d8 negres torre · f8 negres alfil · a7 negres peó · b7 negres peó · c7 negres peó · h7 negres peó · g6 negres peó · e5 blanques peó · f5 blanques cavall · h3 blanques peó · a2 blanques peó · d2 negres dama · e2 blanques dama · f2 blanques peó · g2 blanques peó · e1 blanques torre · g1 blanques rei | 3 |
| 2 | c8 negres rei · d8 negres torre · f8 negres alfil · a7 negres peó · b7 negres peó · c7 negres peó · h7 negres peó · g6 negres peó · e5 blanques peó · f5 blanques cavall · h3 blanques peó · a2 blanques peó · d2 negres dama · e2 blanques dama · f2 blanques peó · g2 blanques peó · e1 blanques torre · g1 blanques rei | c8 negres rei · d8 negres torre · f8 negres alfil · a7 negres peó · b7 negres peó · c7 negres peó · h7 negres peó · g6 negres peó · e5 blanques peó · f5 blanques cavall · h3 blanques peó · a2 blanques peó · d2 negres dama · e2 blanques dama · f2 blanques peó · g2 blanques peó · e1 blanques torre · g1 blanques rei | c8 negres rei · d8 negres torre · f8 negres alfil · a7 negres peó · b7 negres peó · c7 negres peó · h7 negres peó · g6 negres peó · e5 blanques peó · f5 blanques cavall · h3 blanques peó · a2 blanques peó · d2 negres dama · e2 blanques dama · f2 blanques peó · g2 blanques peó · e1 blanques torre · g1 blanques rei | c8 negres rei · d8 negres torre · f8 negres alfil · a7 negres peó · b7 negres peó · c7 negres peó · h7 negres peó · g6 negres peó · e5 blanques peó · f5 blanques cavall · h3 blanques peó · a2 blanques peó · d2 negres dama · e2 blanques dama · f2 blanques peó · g2 blanques peó · e1 blanques torre · g1 blanques rei | c8 negres rei · d8 negres torre · f8 negres alfil · a7 negres peó · b7 negres peó · c7 negres peó · h7 negres peó · g6 negres peó · e5 blanques peó · f5 blanques cavall · h3 blanques peó · a2 blanques peó · d2 negres dama · e2 blanques dama · f2 blanques peó · g2 blanques peó · e1 blanques torre · g1 blanques rei | c8 negres rei · d8 negres torre · f8 negres alfil · a7 negres peó · b7 negres peó · c7 negres peó · h7 negres peó · g6 negres peó · e5 blanques peó · f5 blanques cavall · h3 blanques peó · a2 blanques peó · d2 negres dama · e2 blanques dama · f2 blanques peó · g2 blanques peó · e1 blanques torre · g1 blanques rei | c8 negres rei · d8 negres torre · f8 negres alfil · a7 negres peó · b7 negres peó · c7 negres peó · h7 negres peó · g6 negres peó · e5 blanques peó · f5 blanques cavall · h3 blanques peó · a2 blanques peó · d2 negres dama · e2 blanques dama · f2 blanques peó · g2 blanques peó · e1 blanques torre · g1 blanques rei | c8 negres rei · d8 negres torre · f8 negres alfil · a7 negres peó · b7 negres peó · c7 negres peó · h7 negres peó · g6 negres peó · e5 blanques peó · f5 blanques cavall · h3 blanques peó · a2 blanques peó · d2 negres dama · e2 blanques dama · f2 blanques peó · g2 blanques peó · e1 blanques torre · g1 blanques rei | 2 |
| 1 | c8 negres rei · d8 negres torre · f8 negres alfil · a7 negres peó · b7 negres peó · c7 negres peó · h7 negres peó · g6 negres peó · e5 blanques peó · f5 blanques cavall · h3 blanques peó · a2 blanques peó · d2 negres dama · e2 blanques dama · f2 blanques peó · g2 blanques peó · e1 blanques torre · g1 blanques rei | c8 negres rei · d8 negres torre · f8 negres alfil · a7 negres peó · b7 negres peó · c7 negres peó · h7 negres peó · g6 negres peó · e5 blanques peó · f5 blanques cavall · h3 blanques peó · a2 blanques peó · d2 negres dama · e2 blanques dama · f2 blanques peó · g2 blanques peó · e1 blanques torre · g1 blanques rei | c8 negres rei · d8 negres torre · f8 negres alfil · a7 negres peó · b7 negres peó · c7 negres peó · h7 negres peó · g6 negres peó · e5 blanques peó · f5 blanques cavall · h3 blanques peó · a2 blanques peó · d2 negres dama · e2 blanques dama · f2 blanques peó · g2 blanques peó · e1 blanques torre · g1 blanques rei | c8 negres rei · d8 negres torre · f8 negres alfil · a7 negres peó · b7 negres peó · c7 negres peó · h7 negres peó · g6 negres peó · e5 blanques peó · f5 blanques cavall · h3 blanques peó · a2 blanques peó · d2 negres dama · e2 blanques dama · f2 blanques peó · g2 blanques peó · e1 blanques torre · g1 blanques rei | c8 negres rei · d8 negres torre · f8 negres alfil · a7 negres peó · b7 negres peó · c7 negres peó · h7 negres peó · g6 negres peó · e5 blanques peó · f5 blanques cavall · h3 blanques peó · a2 blanques peó · d2 negres dama · e2 blanques dama · f2 blanques peó · g2 blanques peó · e1 blanques torre · g1 blanques rei | c8 negres rei · d8 negres torre · f8 negres alfil · a7 negres peó · b7 negres peó · c7 negres peó · h7 negres peó · g6 negres peó · e5 blanques peó · f5 blanques cavall · h3 blanques peó · a2 blanques peó · d2 negres dama · e2 blanques dama · f2 blanques peó · g2 blanques peó · e1 blanques torre · g1 blanques rei | c8 negres rei · d8 negres torre · f8 negres alfil · a7 negres peó · b7 negres peó · c7 negres peó · h7 negres peó · g6 negres peó · e5 blanques peó · f5 blanques cavall · h3 blanques peó · a2 blanques peó · d2 negres dama · e2 blanques dama · f2 blanques peó · g2 blanques peó · e1 blanques torre · g1 blanques rei | c8 negres rei · d8 negres torre · f8 negres alfil · a7 negres peó · b7 negres peó · c7 negres peó · h7 negres peó · g6 negres peó · e5 blanques peó · f5 blanques cavall · h3 blanques peó · a2 blanques peó · d2 negres dama · e2 blanques dama · f2 blanques peó · g2 blanques peó · e1 blanques torre · g1 blanques rei | 1 |
|   | a | b | c | d | e | f | g | h |   |

A la posició de l'esquerra, les blanques aparentment estan obligades a moure cap enrere el cavall amenaçat de f5, perquè les caselles on podria avançar són totes ben protegides. En qualsevol cas, el moviment d'interferència a 1.Cd6+ interromp la defensa de la torre negra a la dama negra. Tant si les negres juguen 1...cxd6 com 1...Axd6, les blanques capturaran la dama negra. Així les negres no tenen millor jugada que 1...Txd6 2.exd6 Dxe2 3.Txe2 Axd6, concedint la qualitat per un peó.
Un exemple més subtil d'interferència ocorre quan la peça interposada interromp dues línies a la vegada. En aquest cas, la peça que s'hauria de moure no caldria que realitzés una amenaça.
|   | a | b | c | d | e | f | g | h |   |
| 8 | b8 blanques torre · d8 negres torre · a7 blanques peó · f7 negres peó · h7 negres rei · g6 negres peó · h6 negres peó · f5 negres cavall · b4 blanques cavall · e4 negres alfil · a3 blanques rei · b3 blanques peó · b2 blanques alfil · c2 blanques peó · d2 negres torre · h2 blanques peó | b8 blanques torre · d8 negres torre · a7 blanques peó · f7 negres peó · h7 negres rei · g6 negres peó · h6 negres peó · f5 negres cavall · b4 blanques cavall · e4 negres alfil · a3 blanques rei · b3 blanques peó · b2 blanques alfil · c2 blanques peó · d2 negres torre · h2 blanques peó | b8 blanques torre · d8 negres torre · a7 blanques peó · f7 negres peó · h7 negres rei · g6 negres peó · h6 negres peó · f5 negres cavall · b4 blanques cavall · e4 negres alfil · a3 blanques rei · b3 blanques peó · b2 blanques alfil · c2 blanques peó · d2 negres torre · h2 blanques peó | b8 blanques torre · d8 negres torre · a7 blanques peó · f7 negres peó · h7 negres rei · g6 negres peó · h6 negres peó · f5 negres cavall · b4 blanques cavall · e4 negres alfil · a3 blanques rei · b3 blanques peó · b2 blanques alfil · c2 blanques peó · d2 negres torre · h2 blanques peó | b8 blanques torre · d8 negres torre · a7 blanques peó · f7 negres peó · h7 negres rei · g6 negres peó · h6 negres peó · f5 negres cavall · b4 blanques cavall · e4 negres alfil · a3 blanques rei · b3 blanques peó · b2 blanques alfil · c2 blanques peó · d2 negres torre · h2 blanques peó | b8 blanques torre · d8 negres torre · a7 blanques peó · f7 negres peó · h7 negres rei · g6 negres peó · h6 negres peó · f5 negres cavall · b4 blanques cavall · e4 negres alfil · a3 blanques rei · b3 blanques peó · b2 blanques alfil · c2 blanques peó · d2 negres torre · h2 blanques peó | b8 blanques torre · d8 negres torre · a7 blanques peó · f7 negres peó · h7 negres rei · g6 negres peó · h6 negres peó · f5 negres cavall · b4 blanques cavall · e4 negres alfil · a3 blanques rei · b3 blanques peó · b2 blanques alfil · c2 blanques peó · d2 negres torre · h2 blanques peó | b8 blanques torre · d8 negres torre · a7 blanques peó · f7 negres peó · h7 negres rei · g6 negres peó · h6 negres peó · f5 negres cavall · b4 blanques cavall · e4 negres alfil · a3 blanques rei · b3 blanques peó · b2 blanques alfil · c2 blanques peó · d2 negres torre · h2 blanques peó | 8 |
| 7 | b8 blanques torre · d8 negres torre · a7 blanques peó · f7 negres peó · h7 negres rei · g6 negres peó · h6 negres peó · f5 negres cavall · b4 blanques cavall · e4 negres alfil · a3 blanques rei · b3 blanques peó · b2 blanques alfil · c2 blanques peó · d2 negres torre · h2 blanques peó | b8 blanques torre · d8 negres torre · a7 blanques peó · f7 negres peó · h7 negres rei · g6 negres peó · h6 negres peó · f5 negres cavall · b4 blanques cavall · e4 negres alfil · a3 blanques rei · b3 blanques peó · b2 blanques alfil · c2 blanques peó · d2 negres torre · h2 blanques peó | b8 blanques torre · d8 negres torre · a7 blanques peó · f7 negres peó · h7 negres rei · g6 negres peó · h6 negres peó · f5 negres cavall · b4 blanques cavall · e4 negres alfil · a3 blanques rei · b3 blanques peó · b2 blanques alfil · c2 blanques peó · d2 negres torre · h2 blanques peó | b8 blanques torre · d8 negres torre · a7 blanques peó · f7 negres peó · h7 negres rei · g6 negres peó · h6 negres peó · f5 negres cavall · b4 blanques cavall · e4 negres alfil · a3 blanques rei · b3 blanques peó · b2 blanques alfil · c2 blanques peó · d2 negres torre · h2 blanques peó | b8 blanques torre · d8 negres torre · a7 blanques peó · f7 negres peó · h7 negres rei · g6 negres peó · h6 negres peó · f5 negres cavall · b4 blanques cavall · e4 negres alfil · a3 blanques rei · b3 blanques peó · b2 blanques alfil · c2 blanques peó · d2 negres torre · h2 blanques peó | b8 blanques torre · d8 negres torre · a7 blanques peó · f7 negres peó · h7 negres rei · g6 negres peó · h6 negres peó · f5 negres cavall · b4 blanques cavall · e4 negres alfil · a3 blanques rei · b3 blanques peó · b2 blanques alfil · c2 blanques peó · d2 negres torre · h2 blanques peó | b8 blanques torre · d8 negres torre · a7 blanques peó · f7 negres peó · h7 negres rei · g6 negres peó · h6 negres peó · f5 negres cavall · b4 blanques cavall · e4 negres alfil · a3 blanques rei · b3 blanques peó · b2 blanques alfil · c2 blanques peó · d2 negres torre · h2 blanques peó | b8 blanques torre · d8 negres torre · a7 blanques peó · f7 negres peó · h7 negres rei · g6 negres peó · h6 negres peó · f5 negres cavall · b4 blanques cavall · e4 negres alfil · a3 blanques rei · b3 blanques peó · b2 blanques alfil · c2 blanques peó · d2 negres torre · h2 blanques peó | 7 |
| 6 | b8 blanques torre · d8 negres torre · a7 blanques peó · f7 negres peó · h7 negres rei · g6 negres peó · h6 negres peó · f5 negres cavall · b4 blanques cavall · e4 negres alfil · a3 blanques rei · b3 blanques peó · b2 blanques alfil · c2 blanques peó · d2 negres torre · h2 blanques peó | b8 blanques torre · d8 negres torre · a7 blanques peó · f7 negres peó · h7 negres rei · g6 negres peó · h6 negres peó · f5 negres cavall · b4 blanques cavall · e4 negres alfil · a3 blanques rei · b3 blanques peó · b2 blanques alfil · c2 blanques peó · d2 negres torre · h2 blanques peó | b8 blanques torre · d8 negres torre · a7 blanques peó · f7 negres peó · h7 negres rei · g6 negres peó · h6 negres peó · f5 negres cavall · b4 blanques cavall · e4 negres alfil · a3 blanques rei · b3 blanques peó · b2 blanques alfil · c2 blanques peó · d2 negres torre · h2 blanques peó | b8 blanques torre · d8 negres torre · a7 blanques peó · f7 negres peó · h7 negres rei · g6 negres peó · h6 negres peó · f5 negres cavall · b4 blanques cavall · e4 negres alfil · a3 blanques rei · b3 blanques peó · b2 blanques alfil · c2 blanques peó · d2 negres torre · h2 blanques peó | b8 blanques torre · d8 negres torre · a7 blanques peó · f7 negres peó · h7 negres rei · g6 negres peó · h6 negres peó · f5 negres cavall · b4 blanques cavall · e4 negres alfil · a3 blanques rei · b3 blanques peó · b2 blanques alfil · c2 blanques peó · d2 negres torre · h2 blanques peó | b8 blanques torre · d8 negres torre · a7 blanques peó · f7 negres peó · h7 negres rei · g6 negres peó · h6 negres peó · f5 negres cavall · b4 blanques cavall · e4 negres alfil · a3 blanques rei · b3 blanques peó · b2 blanques alfil · c2 blanques peó · d2 negres torre · h2 blanques peó | b8 blanques torre · d8 negres torre · a7 blanques peó · f7 negres peó · h7 negres rei · g6 negres peó · h6 negres peó · f5 negres cavall · b4 blanques cavall · e4 negres alfil · a3 blanques rei · b3 blanques peó · b2 blanques alfil · c2 blanques peó · d2 negres torre · h2 blanques peó | b8 blanques torre · d8 negres torre · a7 blanques peó · f7 negres peó · h7 negres rei · g6 negres peó · h6 negres peó · f5 negres cavall · b4 blanques cavall · e4 negres alfil · a3 blanques rei · b3 blanques peó · b2 blanques alfil · c2 blanques peó · d2 negres torre · h2 blanques peó | 6 |
| 5 | b8 blanques torre · d8 negres torre · a7 blanques peó · f7 negres peó · h7 negres rei · g6 negres peó · h6 negres peó · f5 negres cavall · b4 blanques cavall · e4 negres alfil · a3 blanques rei · b3 blanques peó · b2 blanques alfil · c2 blanques peó · d2 negres torre · h2 blanques peó | b8 blanques torre · d8 negres torre · a7 blanques peó · f7 negres peó · h7 negres rei · g6 negres peó · h6 negres peó · f5 negres cavall · b4 blanques cavall · e4 negres alfil · a3 blanques rei · b3 blanques peó · b2 blanques alfil · c2 blanques peó · d2 negres torre · h2 blanques peó | b8 blanques torre · d8 negres torre · a7 blanques peó · f7 negres peó · h7 negres rei · g6 negres peó · h6 negres peó · f5 negres cavall · b4 blanques cavall · e4 negres alfil · a3 blanques rei · b3 blanques peó · b2 blanques alfil · c2 blanques peó · d2 negres torre · h2 blanques peó | b8 blanques torre · d8 negres torre · a7 blanques peó · f7 negres peó · h7 negres rei · g6 negres peó · h6 negres peó · f5 negres cavall · b4 blanques cavall · e4 negres alfil · a3 blanques rei · b3 blanques peó · b2 blanques alfil · c2 blanques peó · d2 negres torre · h2 blanques peó | b8 blanques torre · d8 negres torre · a7 blanques peó · f7 negres peó · h7 negres rei · g6 negres peó · h6 negres peó · f5 negres cavall · b4 blanques cavall · e4 negres alfil · a3 blanques rei · b3 blanques peó · b2 blanques alfil · c2 blanques peó · d2 negres torre · h2 blanques peó | b8 blanques torre · d8 negres torre · a7 blanques peó · f7 negres peó · h7 negres rei · g6 negres peó · h6 negres peó · f5 negres cavall · b4 blanques cavall · e4 negres alfil · a3 blanques rei · b3 blanques peó · b2 blanques alfil · c2 blanques peó · d2 negres torre · h2 blanques peó | b8 blanques torre · d8 negres torre · a7 blanques peó · f7 negres peó · h7 negres rei · g6 negres peó · h6 negres peó · f5 negres cavall · b4 blanques cavall · e4 negres alfil · a3 blanques rei · b3 blanques peó · b2 blanques alfil · c2 blanques peó · d2 negres torre · h2 blanques peó | b8 blanques torre · d8 negres torre · a7 blanques peó · f7 negres peó · h7 negres rei · g6 negres peó · h6 negres peó · f5 negres cavall · b4 blanques cavall · e4 negres alfil · a3 blanques rei · b3 blanques peó · b2 blanques alfil · c2 blanques peó · d2 negres torre · h2 blanques peó | 5 |
| 4 | b8 blanques torre · d8 negres torre · a7 blanques peó · f7 negres peó · h7 negres rei · g6 negres peó · h6 negres peó · f5 negres cavall · b4 blanques cavall · e4 negres alfil · a3 blanques rei · b3 blanques peó · b2 blanques alfil · c2 blanques peó · d2 negres torre · h2 blanques peó | b8 blanques torre · d8 negres torre · a7 blanques peó · f7 negres peó · h7 negres rei · g6 negres peó · h6 negres peó · f5 negres cavall · b4 blanques cavall · e4 negres alfil · a3 blanques rei · b3 blanques peó · b2 blanques alfil · c2 blanques peó · d2 negres torre · h2 blanques peó | b8 blanques torre · d8 negres torre · a7 blanques peó · f7 negres peó · h7 negres rei · g6 negres peó · h6 negres peó · f5 negres cavall · b4 blanques cavall · e4 negres alfil · a3 blanques rei · b3 blanques peó · b2 blanques alfil · c2 blanques peó · d2 negres torre · h2 blanques peó | b8 blanques torre · d8 negres torre · a7 blanques peó · f7 negres peó · h7 negres rei · g6 negres peó · h6 negres peó · f5 negres cavall · b4 blanques cavall · e4 negres alfil · a3 blanques rei · b3 blanques peó · b2 blanques alfil · c2 blanques peó · d2 negres torre · h2 blanques peó | b8 blanques torre · d8 negres torre · a7 blanques peó · f7 negres peó · h7 negres rei · g6 negres peó · h6 negres peó · f5 negres cavall · b4 blanques cavall · e4 negres alfil · a3 blanques rei · b3 blanques peó · b2 blanques alfil · c2 blanques peó · d2 negres torre · h2 blanques peó | b8 blanques torre · d8 negres torre · a7 blanques peó · f7 negres peó · h7 negres rei · g6 negres peó · h6 negres peó · f5 negres cavall · b4 blanques cavall · e4 negres alfil · a3 blanques rei · b3 blanques peó · b2 blanques alfil · c2 blanques peó · d2 negres torre · h2 blanques peó | b8 blanques torre · d8 negres torre · a7 blanques peó · f7 negres peó · h7 negres rei · g6 negres peó · h6 negres peó · f5 negres cavall · b4 blanques cavall · e4 negres alfil · a3 blanques rei · b3 blanques peó · b2 blanques alfil · c2 blanques peó · d2 negres torre · h2 blanques peó | b8 blanques torre · d8 negres torre · a7 blanques peó · f7 negres peó · h7 negres rei · g6 negres peó · h6 negres peó · f5 negres cavall · b4 blanques cavall · e4 negres alfil · a3 blanques rei · b3 blanques peó · b2 blanques alfil · c2 blanques peó · d2 negres torre · h2 blanques peó | 4 |
| 3 | b8 blanques torre · d8 negres torre · a7 blanques peó · f7 negres peó · h7 negres rei · g6 negres peó · h6 negres peó · f5 negres cavall · b4 blanques cavall · e4 negres alfil · a3 blanques rei · b3 blanques peó · b2 blanques alfil · c2 blanques peó · d2 negres torre · h2 blanques peó | b8 blanques torre · d8 negres torre · a7 blanques peó · f7 negres peó · h7 negres rei · g6 negres peó · h6 negres peó · f5 negres cavall · b4 blanques cavall · e4 negres alfil · a3 blanques rei · b3 blanques peó · b2 blanques alfil · c2 blanques peó · d2 negres torre · h2 blanques peó | b8 blanques torre · d8 negres torre · a7 blanques peó · f7 negres peó · h7 negres rei · g6 negres peó · h6 negres peó · f5 negres cavall · b4 blanques cavall · e4 negres alfil · a3 blanques rei · b3 blanques peó · b2 blanques alfil · c2 blanques peó · d2 negres torre · h2 blanques peó | b8 blanques torre · d8 negres torre · a7 blanques peó · f7 negres peó · h7 negres rei · g6 negres peó · h6 negres peó · f5 negres cavall · b4 blanques cavall · e4 negres alfil · a3 blanques rei · b3 blanques peó · b2 blanques alfil · c2 blanques peó · d2 negres torre · h2 blanques peó | b8 blanques torre · d8 negres torre · a7 blanques peó · f7 negres peó · h7 negres rei · g6 negres peó · h6 negres peó · f5 negres cavall · b4 blanques cavall · e4 negres alfil · a3 blanques rei · b3 blanques peó · b2 blanques alfil · c2 blanques peó · d2 negres torre · h2 blanques peó | b8 blanques torre · d8 negres torre · a7 blanques peó · f7 negres peó · h7 negres rei · g6 negres peó · h6 negres peó · f5 negres cavall · b4 blanques cavall · e4 negres alfil · a3 blanques rei · b3 blanques peó · b2 blanques alfil · c2 blanques peó · d2 negres torre · h2 blanques peó | b8 blanques torre · d8 negres torre · a7 blanques peó · f7 negres peó · h7 negres rei · g6 negres peó · h6 negres peó · f5 negres cavall · b4 blanques cavall · e4 negres alfil · a3 blanques rei · b3 blanques peó · b2 blanques alfil · c2 blanques peó · d2 negres torre · h2 blanques peó | b8 blanques torre · d8 negres torre · a7 blanques peó · f7 negres peó · h7 negres rei · g6 negres peó · h6 negres peó · f5 negres cavall · b4 blanques cavall · e4 negres alfil · a3 blanques rei · b3 blanques peó · b2 blanques alfil · c2 blanques peó · d2 negres torre · h2 blanques peó | 3 |
| 2 | b8 blanques torre · d8 negres torre · a7 blanques peó · f7 negres peó · h7 negres rei · g6 negres peó · h6 negres peó · f5 negres cavall · b4 blanques cavall · e4 negres alfil · a3 blanques rei · b3 blanques peó · b2 blanques alfil · c2 blanques peó · d2 negres torre · h2 blanques peó | b8 blanques torre · d8 negres torre · a7 blanques peó · f7 negres peó · h7 negres rei · g6 negres peó · h6 negres peó · f5 negres cavall · b4 blanques cavall · e4 negres alfil · a3 blanques rei · b3 blanques peó · b2 blanques alfil · c2 blanques peó · d2 negres torre · h2 blanques peó | b8 blanques torre · d8 negres torre · a7 blanques peó · f7 negres peó · h7 negres rei · g6 negres peó · h6 negres peó · f5 negres cavall · b4 blanques cavall · e4 negres alfil · a3 blanques rei · b3 blanques peó · b2 blanques alfil · c2 blanques peó · d2 negres torre · h2 blanques peó | b8 blanques torre · d8 negres torre · a7 blanques peó · f7 negres peó · h7 negres rei · g6 negres peó · h6 negres peó · f5 negres cavall · b4 blanques cavall · e4 negres alfil · a3 blanques rei · b3 blanques peó · b2 blanques alfil · c2 blanques peó · d2 negres torre · h2 blanques peó | b8 blanques torre · d8 negres torre · a7 blanques peó · f7 negres peó · h7 negres rei · g6 negres peó · h6 negres peó · f5 negres cavall · b4 blanques cavall · e4 negres alfil · a3 blanques rei · b3 blanques peó · b2 blanques alfil · c2 blanques peó · d2 negres torre · h2 blanques peó | b8 blanques torre · d8 negres torre · a7 blanques peó · f7 negres peó · h7 negres rei · g6 negres peó · h6 negres peó · f5 negres cavall · b4 blanques cavall · e4 negres alfil · a3 blanques rei · b3 blanques peó · b2 blanques alfil · c2 blanques peó · d2 negres torre · h2 blanques peó | b8 blanques torre · d8 negres torre · a7 blanques peó · f7 negres peó · h7 negres rei · g6 negres peó · h6 negres peó · f5 negres cavall · b4 blanques cavall · e4 negres alfil · a3 blanques rei · b3 blanques peó · b2 blanques alfil · c2 blanques peó · d2 negres torre · h2 blanques peó | b8 blanques torre · d8 negres torre · a7 blanques peó · f7 negres peó · h7 negres rei · g6 negres peó · h6 negres peó · f5 negres cavall · b4 blanques cavall · e4 negres alfil · a3 blanques rei · b3 blanques peó · b2 blanques alfil · c2 blanques peó · d2 negres torre · h2 blanques peó | 2 |
| 1 | b8 blanques torre · d8 negres torre · a7 blanques peó · f7 negres peó · h7 negres rei · g6 negres peó · h6 negres peó · f5 negres cavall · b4 blanques cavall · e4 negres alfil · a3 blanques rei · b3 blanques peó · b2 blanques alfil · c2 blanques peó · d2 negres torre · h2 blanques peó | b8 blanques torre · d8 negres torre · a7 blanques peó · f7 negres peó · h7 negres rei · g6 negres peó · h6 negres peó · f5 negres cavall · b4 blanques cavall · e4 negres alfil · a3 blanques rei · b3 blanques peó · b2 blanques alfil · c2 blanques peó · d2 negres torre · h2 blanques peó | b8 blanques torre · d8 negres torre · a7 blanques peó · f7 negres peó · h7 negres rei · g6 negres peó · h6 negres peó · f5 negres cavall · b4 blanques cavall · e4 negres alfil · a3 blanques rei · b3 blanques peó · b2 blanques alfil · c2 blanques peó · d2 negres torre · h2 blanques peó | b8 blanques torre · d8 negres torre · a7 blanques peó · f7 negres peó · h7 negres rei · g6 negres peó · h6 negres peó · f5 negres cavall · b4 blanques cavall · e4 negres alfil · a3 blanques rei · b3 blanques peó · b2 blanques alfil · c2 blanques peó · d2 negres torre · h2 blanques peó | b8 blanques torre · d8 negres torre · a7 blanques peó · f7 negres peó · h7 negres rei · g6 negres peó · h6 negres peó · f5 negres cavall · b4 blanques cavall · e4 negres alfil · a3 blanques rei · b3 blanques peó · b2 blanques alfil · c2 blanques peó · d2 negres torre · h2 blanques peó | b8 blanques torre · d8 negres torre · a7 blanques peó · f7 negres peó · h7 negres rei · g6 negres peó · h6 negres peó · f5 negres cavall · b4 blanques cavall · e4 negres alfil · a3 blanques rei · b3 blanques peó · b2 blanques alfil · c2 blanques peó · d2 negres torre · h2 blanques peó | b8 blanques torre · d8 negres torre · a7 blanques peó · f7 negres peó · h7 negres rei · g6 negres peó · h6 negres peó · f5 negres cavall · b4 blanques cavall · e4 negres alfil · a3 blanques rei · b3 blanques peó · b2 blanques alfil · c2 blanques peó · d2 negres torre · h2 blanques peó | b8 blanques torre · d8 negres torre · a7 blanques peó · f7 negres peó · h7 negres rei · g6 negres peó · h6 negres peó · f5 negres cavall · b4 blanques cavall · e4 negres alfil · a3 blanques rei · b3 blanques peó · b2 blanques alfil · c2 blanques peó · d2 negres torre · h2 blanques peó | 1 |
|   | a | b | c | d | e | f | g | h |   |

A la posició de la dreta, les blanques es troben en desavantatge material, i aparentment no poden coronar el peó de la columna a perquè l'alfil negre defensa la casella de coronació. Malgrat tot, 1.Cd5! interfereix l'alfil i la defensa mútua entre les dues torres negres. Si 1...Axd5, 2.Txd8 és òbviament guanyador. També, si 1.Cd5 és contestat per 1...T8xd5, hi hauria escac i mat amb 2.Th8. El millor que poden fer les negres és 1...T2xd5, interferint la defensa de l'alfil a a8 i permetent 2.a8=D.
Tot i que la interferència és un tema força estrany de veure en les partides actuals, és un tema comú en els problemes d'escacs. La posició de l'anterior exemple, en què es produeix un sacrifici en la intersecció de les línies defensives de dues peces que es desplacen de forma diferent, entre els problemistes es coneix com a Novotny. Altres tipus d'interferències tenen noms específics en els problemes d'escacs, incloent el Grimshaw, Plachutta on les dues peces es mouen ortogonalment (vegeu un bell exemple de Tarrasch), Anti-Bristol, Holzhausen i Wurzburg-Plachutta.